# 龍上
龍上（英語：Lung Sheung，代號H03）是香港黃大仙區議會轄下選區，1994年設立，原稱黃大仙上邨，1999年採用現名，2023年取消，末任區議員為獨立民主派人士陳俊裕。在2023年香港選舉改革後，本選區與其他11個選區合併成黃大仙東選區。

## 範圍
選區位於黃大仙，包括全條黃大仙上邨、竹園鄉以及黃大仙下（二）邨龍泰樓、龍昌樓、龍福樓、龍和樓、龍滿樓及龍禧樓，名稱來自龍翔及黃大仙上邨。與其相連的選區有龍趣、龍下、東美、樂富、橫頭磡、天強、竹園南與及鳳凰，投票站設於龍翔官立中學。

## 沿革
1993年港督彭定康推行政改方案改革區議會，取消所有委任議席及雙議席選區制度，全面實行單議席單票制，並改由選區分界及選舉事務委員會制定，區議會選區數目亦隨人口變動而大幅增加，原有雙議席黃大仙上邨及鳳凰選區依沙田坳道、盈鳳里分界，南北劃分為黃大仙上邨及鳳凰兩個選區。
1994年區議會選舉，由1988年已經當選黃大仙上邨及鳳凰議席的工聯會林文輝以民建聯成員身份以1,765票打敗得到1,671票，由港同盟匯點聯合推薦、後來成為民主黨主席和立法會議員的胡志偉當選。
九十年代後期黃大仙上邨開始清拆重建，而黃大仙下（二）邨介乎正德街摩士公園的部分入伙，該部分在1999年區議會選舉劃入黃大仙上邨選區，並且改名為龍上選區。議席由林文輝及民主派友好、時為雙議席選區時本區其中一名議員譚權（分拆選區後一直在鄰區鳳凰選區連任）的辦事處助理陳炎光爭奪，最後林以七成得票勝岀，林其後更成為黃大仙區議會主席。
2003年區議會選舉，基於黃大仙上邨重建完成帶動人口增加，竹園鄉以東部分劃到鳳凰選區。陳炎光因應譚權退休不再連任，轉到鳳凰選區參選接棒，而前綫因應時任秘書長、在鄰區竹園北選區連任多屆的陶君行，有意角逐來年立法會議席，故此拓展在黃大仙區勢力範圍，於多區推派候選人，而在本區提名因接濟1970年代先後牽涉廣州李一哲事件及北京西單民主牆的主角王希哲，曾被以反革命罪囚禁多年，一度在香港家喻戶曉的民運人士劉山青與林文輝對決，受惠七一效應帶動投票人數增加，劉山青得到1,505票但被林以2,478票打敗。其後因應工聯會民建聯分家，林單以工聯會身份活動。2007年區議會選舉，由於未有其他候選人參選，林文輝自動當選。
基於2010年政改方案通過，設立限於區議員參選，俗稱超級區議員的區議會（第二）功能界別，工聯會安排已退休的陳婉嫻重出江湖（陳於1988年在北角擔任區議員，其後於黃大仙所屬的九龍中及九龍東活躍，詳情請參考陳婉嫻條目）代替林文輝於本區出選，而林則轉戰鄰近的東美選區。因應工聯會部署，民主黨及人民力量分別派出林偉基及任亮憲挑戰陳婉嫻，任有維園阿哥之稱，為人民力量知名成員，使本區成為2011年區議會選舉焦點之一。結果在林文輝的基礎下，陳婉嫻以七成得票擊敗其餘兩人勝出，及後於2012年立法會選舉中成功循超級區議會界別當選重返立法會。林文輝雖然於東美選區落敗，但仍留守本區代表陳婉嫻處理地區工作。
2015年區議會選舉陳婉嫻再次退休，林文輝重回龍上選區，而民主黨林偉基再次參選，加上第三個候選人周勵昌，結果林文輝以2,798票擊得票1,478票的林偉基而重返議會。
2019年區議會選舉，選區範圍維持不變，屬於民主派區選聯盟的陳俊裕以獨立身份出戰，擊敗競逐連任的林文輝，成為該區首次由泛民主派人士奪取該選區議席，亦令工聯會失去該區自成立以來的議席。2021年7月9日，因應政府計劃追討協助民主派初選區議員的酬金津貼傳聞所帶動的區議員辭職潮中，陳俊裕辭去區議員職務。

## 歷屆議員
| 屆別                  | 議員   | 政治聯繫 | 政治聯繫 |
| --------------------- | ------ | -------- | -------- |
| 1994年－1999年        | 林文輝 |          | 工聯會   |
| 2000年－2003年        | 林文輝 |          | 工聯會   |
| 2004年－2007年        | 林文輝 |          | 工聯會   |
| 2008年－2011年        | 林文輝 |          | 工聯會   |
| 2012年－2015年        | 陳婉嫻 |          | 工聯會   |
| 2016年－2019年        | 林文輝 |          | 工聯會   |
| 2020年－2021年7月9日  | 陳俊裕 |          | 無黨籍   |
| 2021年7月10日－2023年 | 懸空   | 懸空     | 懸空     |

## 歷屆選舉結果
| 政党   | 政党   | 候选人    | 票数  | %     | ±      |
| ------ | ------ | --------- | ----- | ----- | ------ |
|        | 獨立   | 1. 陳俊裕 | 4,460 | 55.47 | 不適用 |
|        | 工聯會 | 2. 林文輝 | 3,581 | 44.53 | ▼17.93 |
| 多数票 | 多数票 | 多数票    | 879   | 10.94 | ▼18.53 |

| 政党   | 政党   | 候选人    | 票数  | %     | ±      |
| ------ | ------ | --------- | ----- | ----- | ------ |
|        | 工聯會 | 1. 林文輝 | 2,798 | 65.43 | 不適用 |
|        | 民主黨 | 2. 林偉基 | 1,478 | 34.57 | 不適用 |
| 多数票 | 多数票 | 多数票    | 1,320 | 29.47 | ▼19.50 |

| 政党   | 政党     | 候选人    | 票数  | %     | ±      |
| ------ | -------- | --------- | ----- | ----- | ------ |
|        | 工聯會   | 1. 陳婉嫻 | 3,456 | 70.02 | 不適用 |
|        | 民主黨   | 2. 林偉基 | 1,039 | 21.05 | 不適用 |
|        | 人民力量 | 3. 任亮憲 | 441   | 8.93  | 不適用 |
| 多数票 | 多数票   | 多数票    | 2,417‬ | 48.97 | 不適用 |

| 政党   | 政党   | 候选人 | 票数     | %      | ±      |
| ------ | ------ | ------ | -------- | ------ | ------ |
|        | 工聯會 | 林文輝 | 自動當選 | 不適用 | 不適用 |
| 多数票 | 多数票 | 多数票 | 不適用   | 不適用 | 不適用 |

| 政党   | 政党           | 候选人    | 票数  | %     | ±      |
| ------ | -------------- | --------- | ----- | ----- | ------ |
|        | 工聯會/ 民建聯 | 1. 林文輝 | 2,478 | 62.21 | 不適用 |
|        | 前綫           | 2. 劉山青 | 1,505 | 37.79 | 不適用 |
| 多数票 | 多数票         | 多数票    | 973   | 24.43 | 不適用 |

| 政党   | 政党           | 候选人    | 票数  | %     | ±      |
| ------ | -------------- | --------- | ----- | ----- | ------ |
|        | 獨立           | 1. 陳炎光 | 846   | 27.87 | 不適用 |
|        | 民建聯/ 工聯會 | 2. 林文輝 | 2,190 | 72.13 | 不適用 |
| 多数票 | 多数票         | 多数票    | 1,344 | 44.26 | 不適用 |

| 政党   | 政党           | 候选人 | 票数  | %     | ±      |
| ------ | -------------- | ------ | ----- | ----- | ------ |
|        | 民建聯/ 工聯會 | 林文輝 | 1,765 | 51.37 | 不適用 |
|        | 港同盟/匯點    | 胡志偉 | 1,671 | 48.63 | 不適用 |
| 多数票 | 多数票         | 多数票 | 94    | 2.74  | 不適用 |

## 資料來源與註釋
1. ↑   (PDF).   [2019-12-06]. （原始内容 (PDF)存档于2020-11-30）.
2. ↑   (PDF).   [2019-12-10]. （原始内容 (PDF)存档于2020-08-20）.
3. ↑   (PDF). 香港特區政府憲報.   [2015-09-25]. （原始内容 (PDF)存档于2021-08-13）.

## 外部連結
- 《香港選舉資料匯編：1982年-1994年》 雷競璇 沈國祥編 1995年出版 ISBN 962-441-519-6